# Glenea matangensis
Glenea matangensis là một loài bọ cánh cứng trong họ Cerambycidae.